# Duarte (Californië)
Duarte is een plaats (city) in de Amerikaanse staat Californië, en valt bestuurlijk gezien onder Los Angeles County.

## Demografie
Bij de volkstelling in 2000 werd het aantal inwoners vastgesteld op 21.486.
In 2006 is het aantal inwoners door het United States Census Bureau geschat op 22.165, een stijging van 679 (3,2%).

## Geografie
Volgens het United States Census Bureau beslaat de plaats een oppervlakte van
17,3 km², geheel bestaande uit land.

## Plaatsen in de nabije omgeving
De onderstaande figuur toont nabijgelegen plaatsen in een straal van 8 km rond Duarte.